# José María Gutiérrez Estrada
José María Gutiérrez Estrada (1800-1867) est un homme politique mexicain, membre de la délégation mexicaine qui invite Maximilien de Habsbourg à occuper le trône de l'Empire mexicain,.